# Spejderlejr
Spejderlejr er en primitiv form for ferie i telt eller spejderhytte, eventuelt i bivuak.
Lejre med deltagere fra flere lande kaldes ofte for en jamboree.
Årligt indbydes alle verdens spejdere til en virtuel jamboree, kaldet Jamboree On The Air/Internet.
Blandt de mere spektakulære lejre er spejderkorpsenes store lejre, der i Danmark ofte huser op til 20.000 spejdere på én grund.
- DDS's korpslejre kaldes for Blå Sommer.
- FDFs landslejre kaldes for Julsølejr, fordi de altid afholdes på FDFs lejrgrund ved Julsø nær Silkeborg. (FDF er ikke et spejderkorps.)
- De grønne pigespejderes landslejr skifter navn, men er siden 1992 blevet afholdt på Spejderklinten ved Sundstrup
- KFUM-Spejdernes korpslejre skifter navn, og opkaldes som regel efter den by, hvor korpslejren afholdes.
- Spejdernes lejr 2012 blev den største spejderlejr nogensinde på dansk jord, der blev afholdt af de fem anerkendte spejderkorps i Danmark.